# Shlomo Selinger

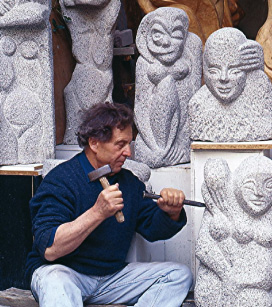
Shlomo Selinger bei der Arbeit

Shlomo Selinger (oder Shelomo Selinger; * 31. Mai 1928 in Jaworzno, Polen) ist ein französischer Bildhauer polnisch-jüdischer Herkunft.

## Leben

### Jugend
Shlomo Selinger wurde in einer jüdischen Familie in der polnischen Stadt Jaworzno-Szczakowa in der Nähe von Auschwitz geboren. Er erhielt eine traditionelle jüdische Erziehung, besuchte aber keine religiöse Schule. Im Jahr 1943 wurden er und sein Vater in das Ghetto Krenau deportiert. Nach dem frühzeitigen Tod seines Vaters blieb Shlomo allein.
Während des Holocaust verlor Selinger seine Mutter und seine beiden Schwestern. Er blieb nacheinander in den Lagern Faulbrück, Gröditz, Marktstadt, Fünfteichen, KZ Groß-Rosen, KZ Flossenbürg, Dresden, dem KZ-Außenlager Leitmeritz und kam schließlich ins KZ Theresienstadt. Zweimal nahm er an einem Todesmarsch teil. 1945 wurde er von einem Militärarzt der Roten Armee aufgefunden, der eine schwache Atmung feststellte. Dieser jüdische Offizier brachte ihn in ein Feldlazarett und rettete ihm so das Leben. Während der nächsten sieben Jahre litt Selinger an Amnesie und konnte sich an nichts erinnern, was seinen Leidensweg betraf.

### Israel
1946 ging Selinger mit Hilfe der Jüdischen Brigade der britischen Armee in der französischen Hafenstadt  La Ciotat an Bord der „Tel Hai“. Heimlich steuerte eine Gruppe von jungen Überlebenden aus Deutschland, Belgien und Frankreich das Schiff in Richtung Palästina. Das Schiff wurde von der britischen Marine geentert und nach Haifa gebracht. Selinger kam in das Lager Atlit. Nach seiner Freilassung ging er in den Kibbuz Bet haʿArava. Nach dessen Zerstörung während des Palästinakrieges half Selinger beim Aufbau des Kibbuz Kabri in Galiläa. Im Jahr 1951 traf er Ruth Shapirovsky aus Haifa, die er 1954 heiratete. Im Jahr zuvor hatte er mit der Arbeit als Bildhauer begonnen, was auch damit zu tun hatte, dass sich sein Gedächtnis wieder einstellte.

### Paris
1955 erhielt Selinger den Preis der America-Israel Cultural Foundation. Im folgenden Jahr entschied sich das Paar nach Paris zu gehen. Von 1955 bis 1958 studierte Selinger Bildhauerei bei  Marcel Gimond in der Pariser École nationale supérieure des beaux-arts. Von Gimond lernte Selinger das klassische Design in Ton. Selinger setzte aber auch seine in Israel begonnene Arbeit am Stein fort. Zu arm, um Steinblöcke zu kaufen, suchte Selinger sein Material in Paris. Sein bevorzugter Stein war Granit. Im Atelier des Bildhauers Constantin Brancusi lernte er zudem den roten Sandstein aus den Vogesen kennen. Selinger verbrachte drei Jahre an der Ecole des Beaux-Arts. Nach seinen eigenen Worten hat er am meisten in den Pariser Museen und in den Ateliers der Bildhauer Ossip Zadkine, Jean Arp, Alberto Giacometti und Joseph Constantinovsky (bekannt als Joseph Constant) gelernt.
1960 wurden im Jewish Museum in New York sieben Bilder von Shlomo Selinger ausgestellt. Die offizielle Anerkennung kam 1973, als er den ersten Preis im Wettbewerb für eine Gedenkstätte im ehemaligen Sammellager Drancy gewann. 1993 wurde Selinger vom französischen Präsidenten François Mitterrand zum Ritter der Ehrenlegion ernannt, seit 2006 ist er Offizier der Ehrenlegion. Selinger besitzt die israelische und die französische Staatsangehörigkeit.

## Galerie

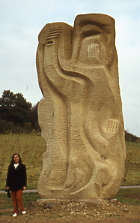
Requiem pour les Juifs d'Allemagne 1980, am Bostalsee, Straße der Skulpturen
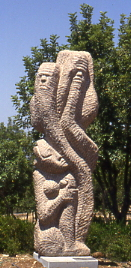
Monument aux Justes parmi les Nations, Yad Vashem, Jerusalem
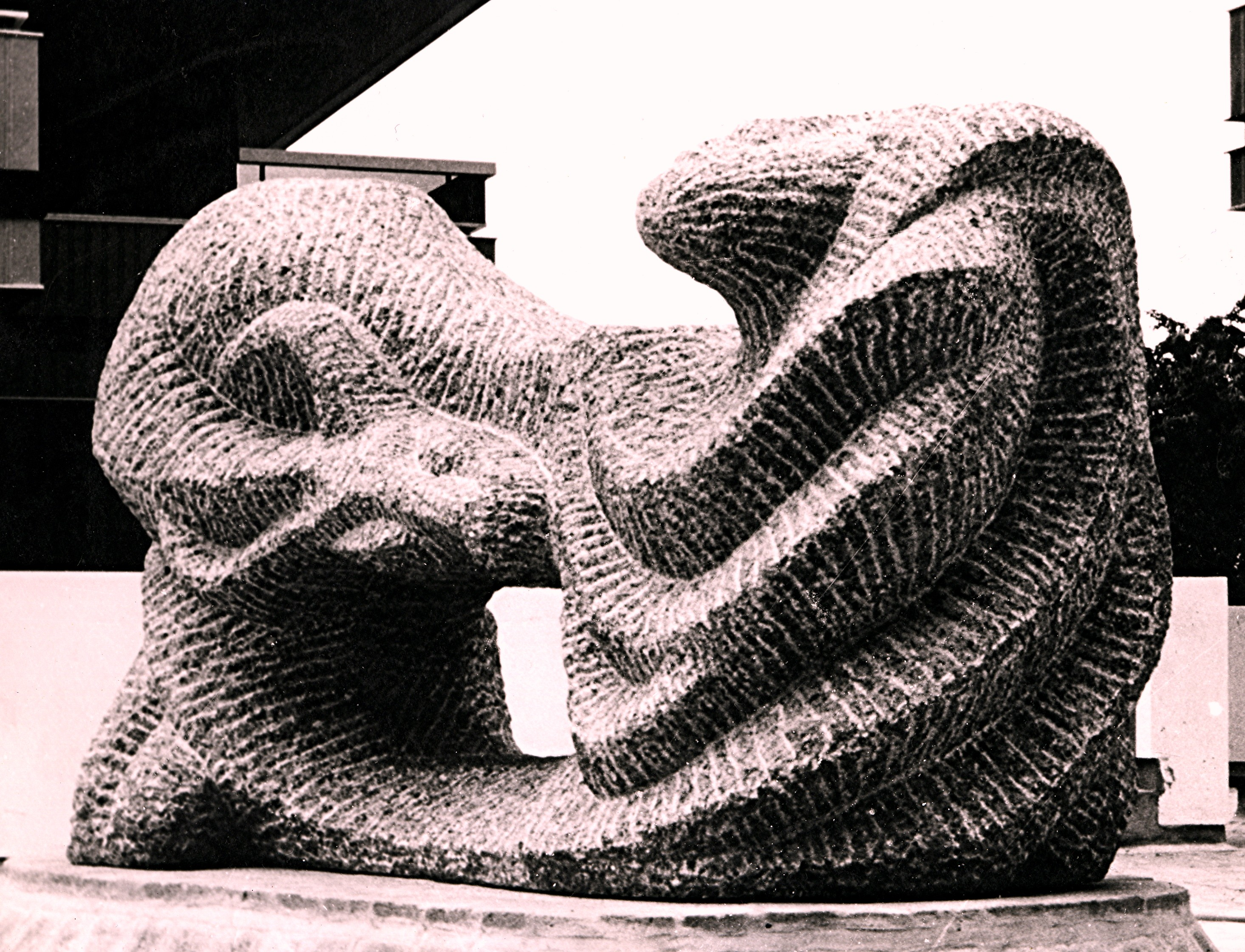
La Tauromachie, Le Bouscat, Bordeaux
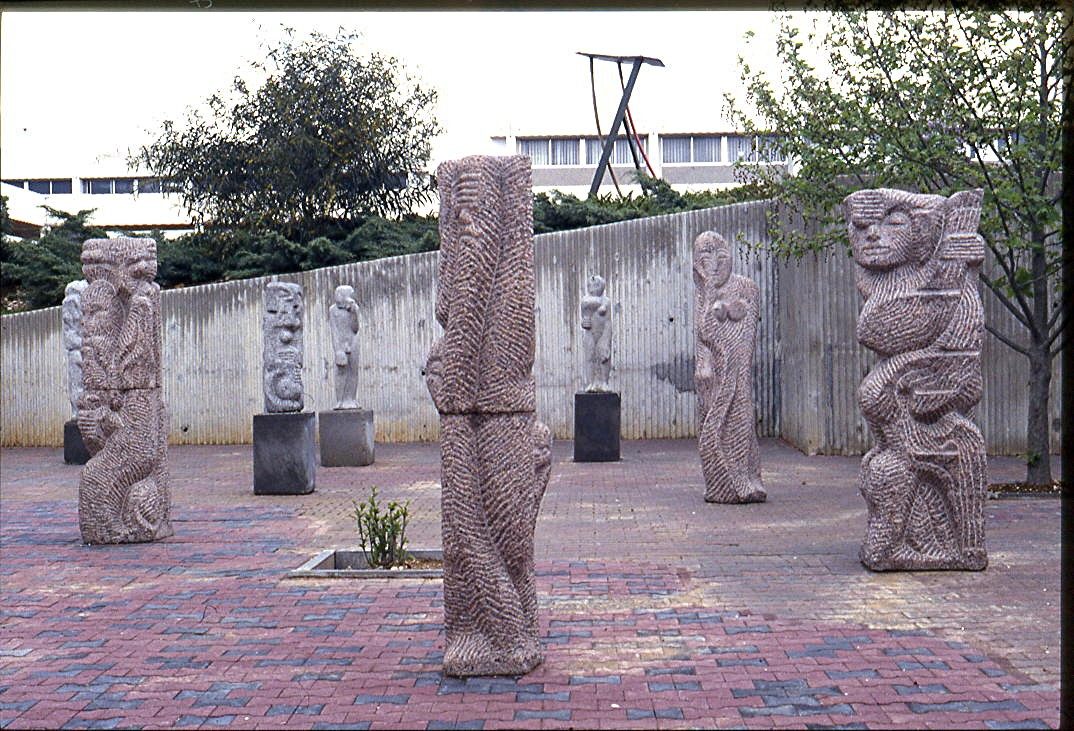
Skulpturen im Tefen-Skulpturengarten, Israel
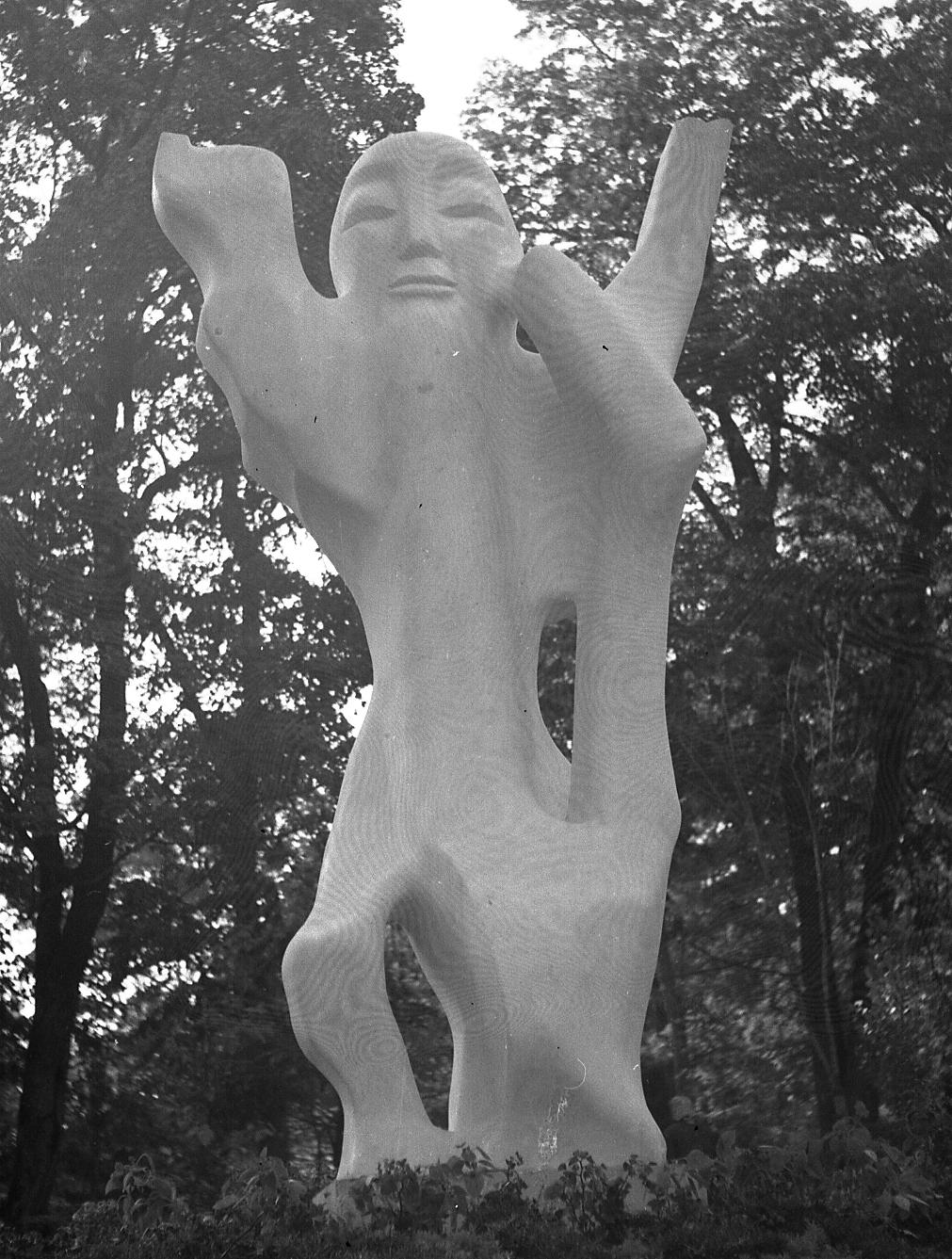
Moïse ou la victoire de la lumière, Arandjelovac
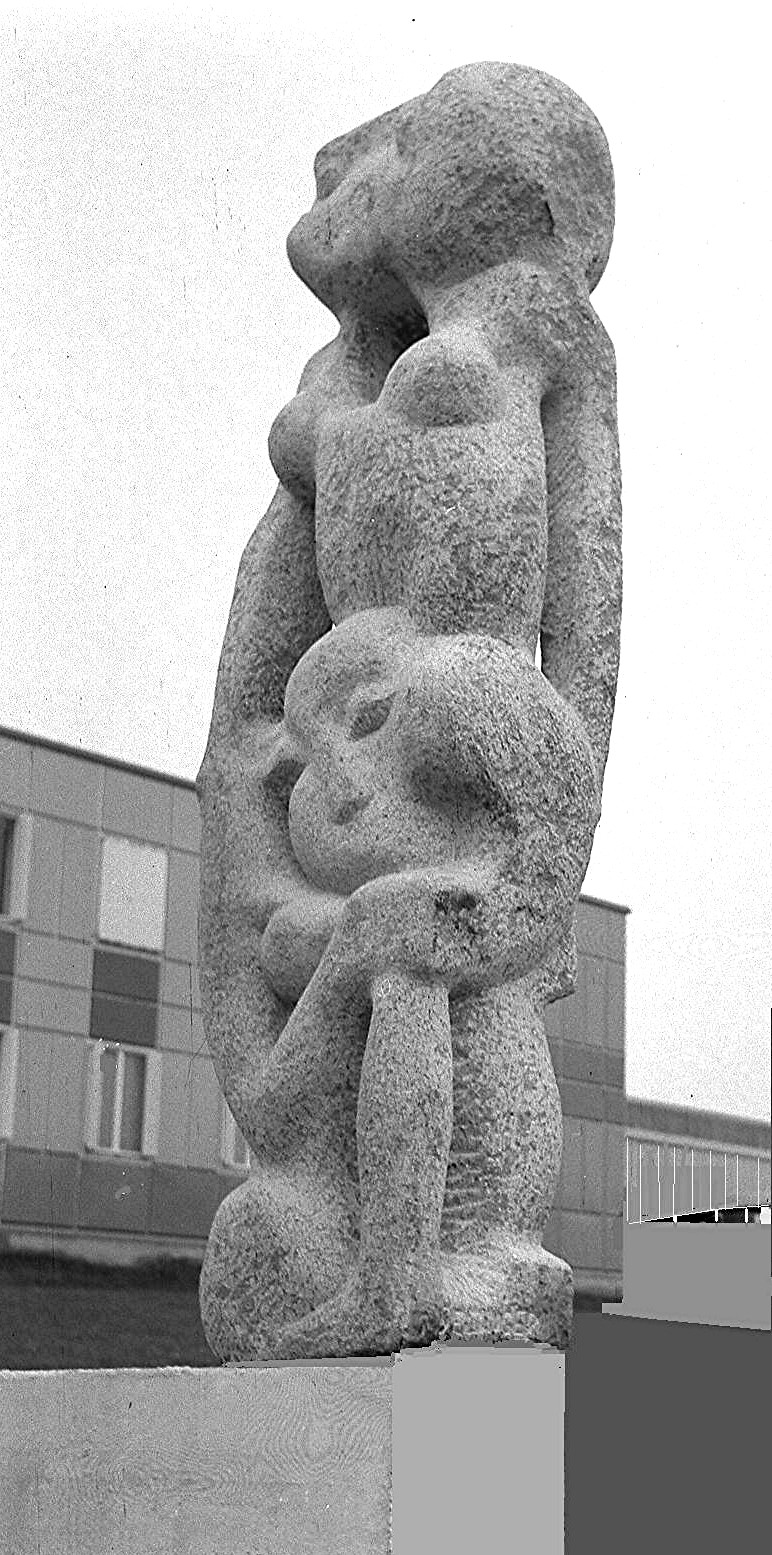
L’esprit de la matière N°2, Wissembourg
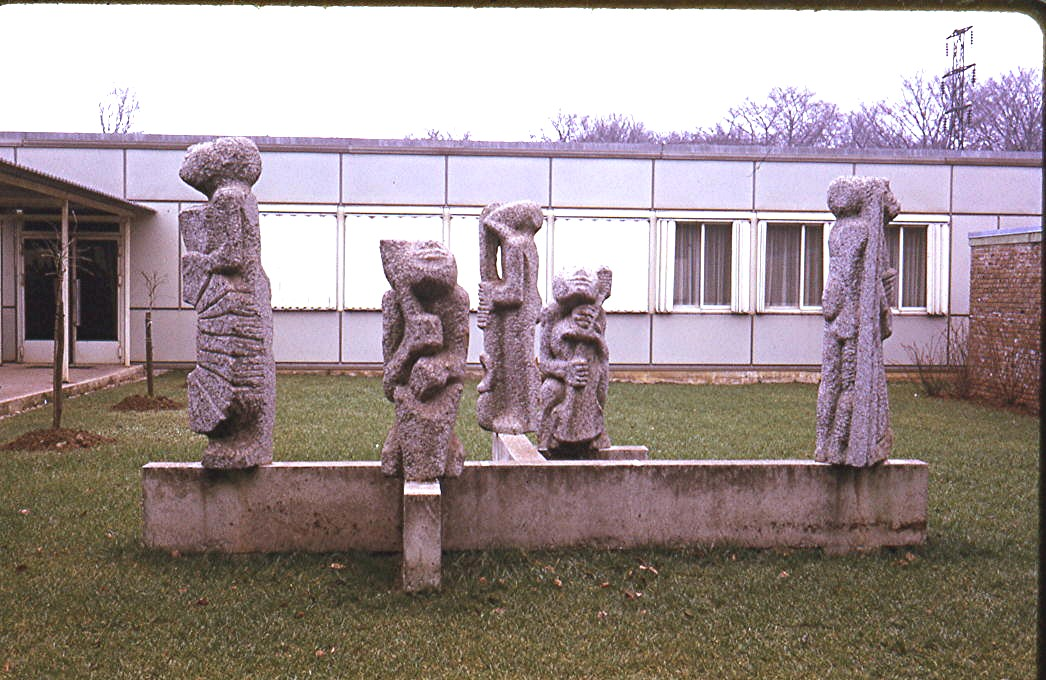
Cinq musiciens, Hayange
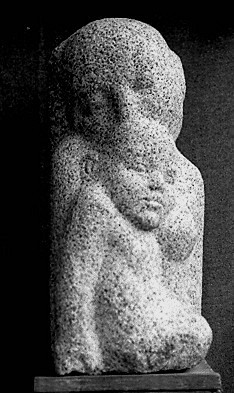
Maternité, Musée d’art moderne de la Ville de Paris
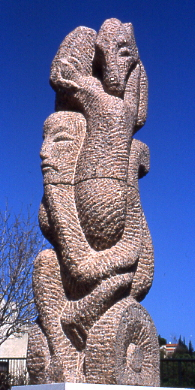
Le prophète Elie, Karmel, Haifa, Israel
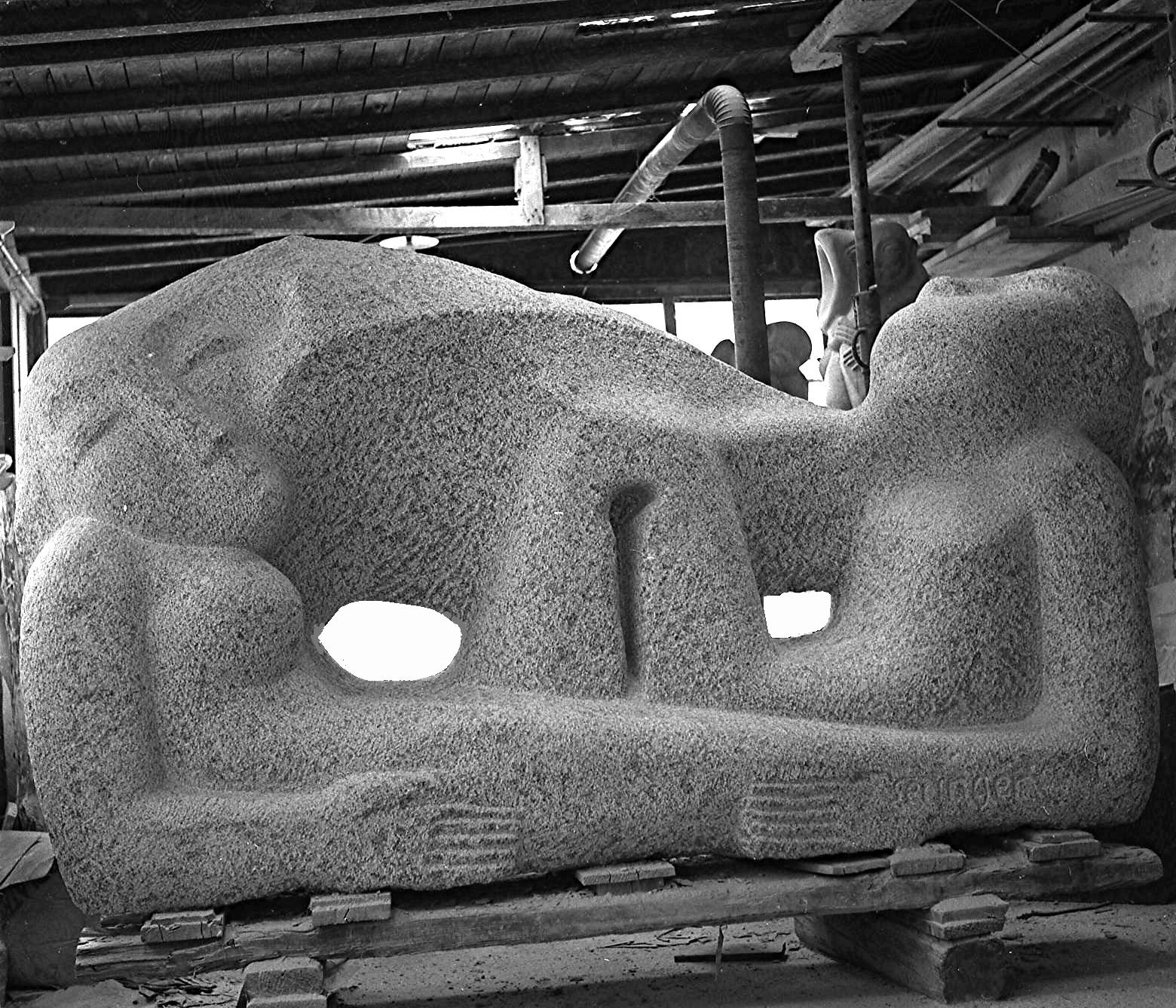
L’esprit de la matière N°1, Saint-Avold
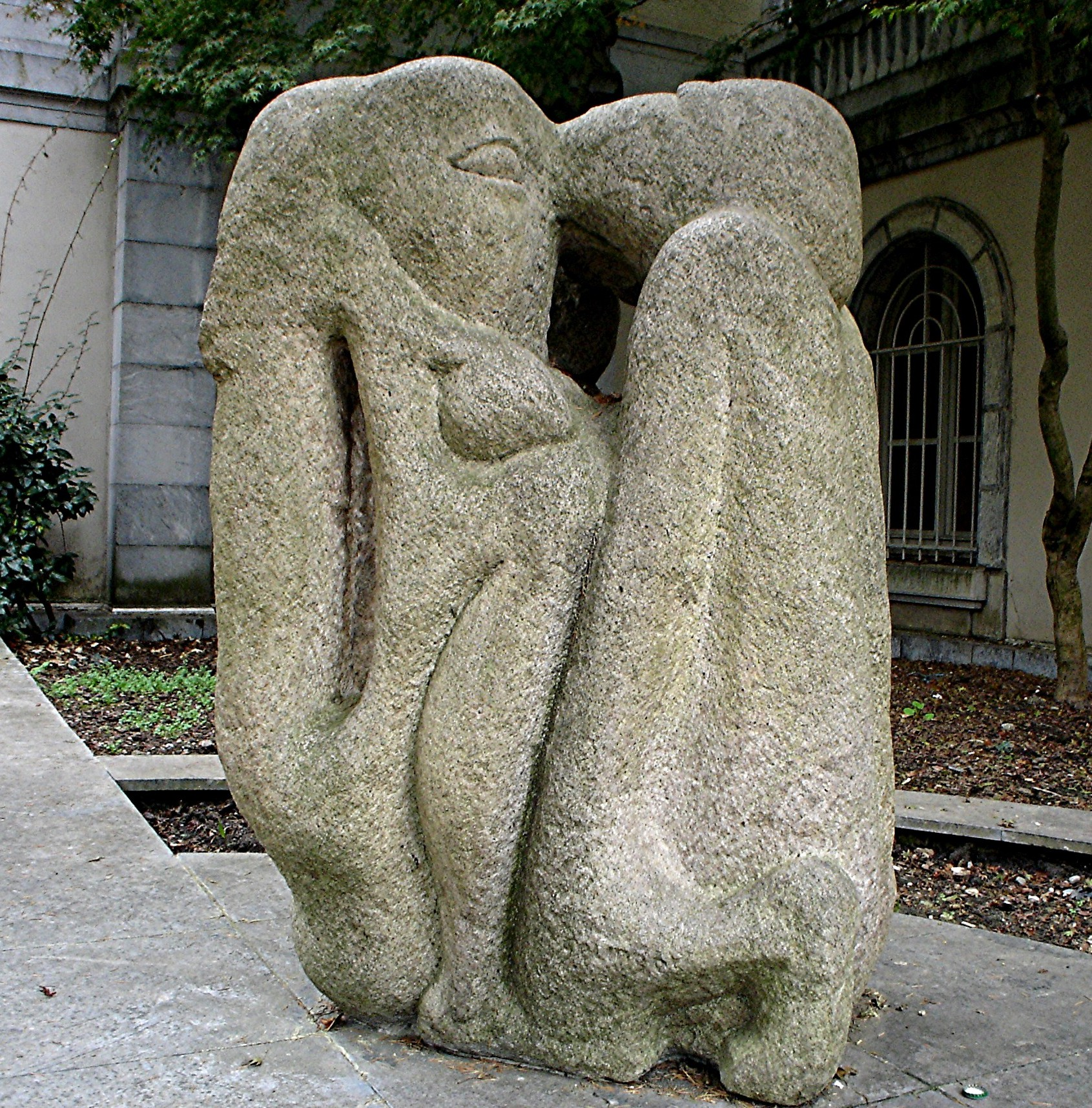
Le regard, Tarbes, Département Hautes-Pyrénées
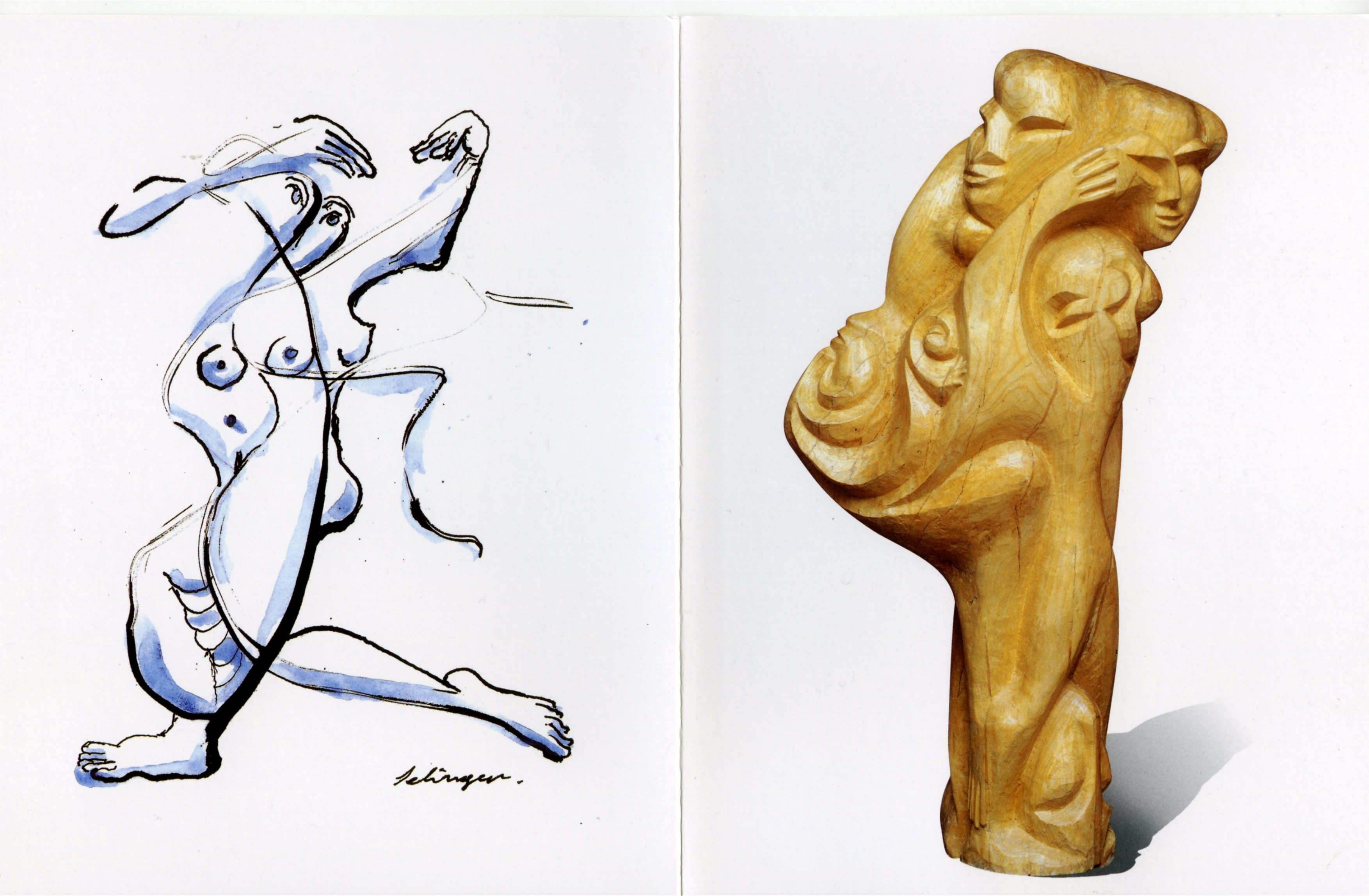
L’arbre de vie (Holz) und La danse (Chinatinte)
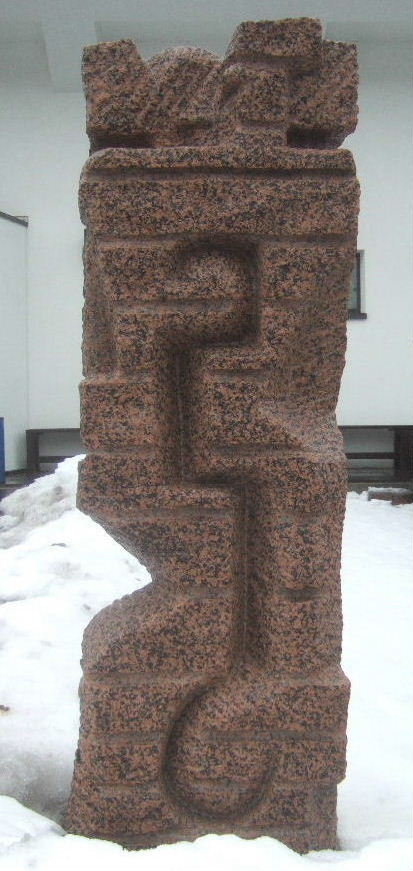
Liebe 1982/2010, St. Wendel, Straße der Skulpturen